# NHK情報ネットワーク
株式会社NHK情報ネットワーク（エヌエイチケイじょうほうネットワーク、英: NHK JOHO NETWORK inc.、登記上の商号: 株式会社エヌエイチケイ情報ネットワーク）は、かつて存在した日本放送協会の子会社。主に報道、スポーツ番組のソフト制作に携わっていた。略称は「NHK JN」。

## 概要
主に以下の事業を手掛けていた。
- 海外向けテレビ番組配信・在外邦人向けテレビ国際放送“NHKワールド・プレミアム”の運営
- 紅白歌合戦のチャリティーファクスキャンペーン
- 携帯電話向け音楽配信事業“NHKメロディファイル”の運営

かつては「JNスーパーファックス」というダイヤルQ2を利用したFAX情報サービスも提供していた。
また、主として衛星放送でのスポーツ中継制作も担当し、実況担当のアナウンサーが一部NHK本体から出向して所属していた。制作担当なども含め、全社員の2割弱にあたる48人がNHK本体からの出向であった。
一方で、NHKを退職した人材の再就職先にもなっていたが、かつて局内のセクシャルハラスメント行為で放送局長を解任された人物が含まれていたとして一部の報道で批判されている。
一連の問題を受けたNHK改革により、2009年4月1日付でNHKの関連会社である日本文字放送と合併し（存続会社はNHK情報ネットワーク）、新会社「株式会社NHKグローバルメディアサービス」に生まれ変わった。

## 主な制作番組
特記なきものはNHKの衛星放送（BS1・BS2・BShi）で放送。
- 日本の名峰
- スポーツ大陸（総合テレビでも放送）
- 未来への提言
- ペット相談
- BSディベート
- BS世界のドキュメンタリー
- 響け!みんなの吹奏楽
- NHKのスポーツ中継（メジャーリーグ中継、Jリーグ中継、NBA中継など）
- Jリーグタイム
- JAPAN BIZ CAST（NHKワールドTV、デジタル教育テレビ）
- ASIA 7 DAYS（BS1のほか、NHKワールドTVで放送）

このほか、ハイビジョン特集の制作にも携わることがあるほか、スカパー!向けJリーグ鹿島アントラーズホームゲーム中継の制作を行うこともある。

## 所属アナウンサー
全員がNHK本体からの出向（所属上はNHK放送センター付け）。現所属者はNHK放送センター#NHKグローバルメディアサービス出向を参照。

### 過去の所属アナウンサー
- 内山俊哉（現在NHK名古屋放送局勤務（一時期、解説委員を兼任。）Jリーグ中継アナウンスも担当）
- 広坂安伸（現在神戸局勤務）
- 近藤敏之（現在NHK放送研修センター・日本語センター勤務　スポーツ中継からは一時引退）
- 森中直樹（現・東京アナウンス室嘱託勤務）
- 佐野仁美　(現・フリーアナウンサー・オールウェーブ・アソシエツ所属)